# Brąszewice (gemeente)
De gemeente Brąszewice is een landgemeente in het Poolse woiwodschap Łódź, in powiat Sieradzki.
De zetel van de gemeente is in Brąszewice.
Op 30 juni 2004 telde de gemeente 4477 inwoners.

## Oppervlakte gegevens
In 2002 bedroeg de totale oppervlakte van gemeente Brąszewice 106,33 km², waarvan:
- agrarisch gebied: 62%
- bossen: 35%

De gemeente beslaat 7,13% van de totale oppervlakte van de powiat.

## Demografie
Stand op 30 juni 2004:
| Omschrijving                   | Totaal | Totaal | Vrouwen | Vrouwen | Mannen | Mannen |
| ------------------------------ | ------ | ------ | ------- | ------- | ------ | ------ |
| eenheid                        | aantal | %      | aantal  | %       | aantal | %      |
| inwoners                       | 4477   | 100    | 2245    | 50,1    | 2232   | 49,9   |
| bevolkingsdichtheid (inw./km²) | 42,1   | 42,1   | 21,1    | 21,1    | 21     | 21     |

In 2002 bedroeg het gemiddelde inkomen per inwoner 1352,89 zł.

## Plaatsen
Błota, Brąszewice (sołectwa: Brąszewice I en Brąszewice II), Bukowiec, Chajew, Chajew-Kolonia, Czartoryja, Gałki, Godynice, Kamieniki, Kosatka, Sokolenie, Starce, Trzcinka, Wiertelaki, Wojtyszki, Wólka Klonowska, Zadębieniec, Zwierzyniec, Żuraw

## Aangrenzende gemeenten
Błaszki, Brzeziny, Brzeźnio, Czajków, Klonowa, Wróblew, Złoczew